# Фарнштедт
Фарнштедт (нем. Farnstädt) — община в Германии, в земле Саксония-Анхальт. 
Входит в состав района Зале. Подчиняется управлению Вайда-Ланд.  Население составляет 1614 человек (на 31 декабря 2010 года). Занимает площадь 18,33 км².
Коммуна подразделяется на 2 сельских округа.